# Avia BH-1
Avia BH-1 – prototyp czechosłowackiego samolot sportowego z okresu międzywojennego. Była to pierwsza konstrukcja firmy Avia, oryginalnie nazwana BH-1 exp

## Opis konstrukcji
Avia BH-1 był to dwuosobowy dolnopłat wykonany w całości z drewna. Skrzydła miały od góry zamocowane zastrzały, umieszczone były one parami po obu stronach kadłuba. Skrzydło w pobliżu kadłuba miało wąski profil, rozszerzający się aż do miejsca umocowania zastrzałów, po czym ponownie zwężający się do końców. Charakterystyczną cechą była płaska i wysoka tylna część kadłuba, zastępująca płetwę statecznika. Podwozie klasyczne, stałe. Kabina pilota odkryta. Napęd stanowił silnik Austro-Daimler o mocy 22 kW (30 KM), okazał się on jednak zbyt słaby do lotu z 2 osobami na pokładzie.
W roku 1921 samolot został przebudowany i nazwany BH-1 bis. Otrzymał nowy francuski silnik rotacyjny Gnome Omega o mocy 37 kW (50 KM), dzięki któremu na pokładzie mogły znaleźć się 2 osoby.